# Cornelius Jacobsen May
Cornelis Jacobsen May (Hoorn, ... – XVII secolo) è stato un esploratore e politico olandese.
Nato forse nella cittadina olandese di Hoorn, anche se alcune fonti citano il villaggio di Schellinkhout, a poca distanza a est di Hoorn, e sembra essere stato fratello dell'esploratore Jan Jacobs May van Schellinkhout, in onore del quale è stata battezzata l'isola di Jan Mayen. Entrambi erano cugini dell'altro celebre esploratore, Jan Cornelisz May, che guidò diverse spedizioni di esplorazione verso il passaggio a nord-est tra il 1614 ed il 1617, circumnavigando il mondo con Joris van Spilbergen.